# Associazione Sportiva Calcio Figline 2008-2009
Questa voce raccoglie le informazioni riguardanti l'Associazione Sportiva Calcio Figline nelle competizioni ufficiali della stagione 2008-2009.

## Rosa
| N. |                   | Ruolo | Calciatore             |
| -- | ----------------- | ----- | ---------------------- |
|    | Italia (bandiera) | D     | Riccardo Bettini       |
|    | Italia (bandiera) | A     | Roberto Bischeri       |
|    | Italia (bandiera) | D     | Samuele Bogi           |
|    | Italia (bandiera) | D     | Dario Cacelli          |
|    | Italia (bandiera) | C     | Francesco Campolattano |
|    | Italia (bandiera) | A     | Enrico Chiesa          |
|    | Italia (bandiera) | C     | Andrea Consumi         |
|    | Italia (bandiera) | D     | Federico Del Vivo      |
|    | Italia (bandiera) | C     | Jacopo Fanucchi        |
|    | Italia (bandiera) | A     | Giordano Fioretti      |
|    | Italia (bandiera) | A     | Emiliano Frediani      |

| N. |                   | Ruolo | Calciatore            |
| -- | ----------------- | ----- | --------------------- |
|    | Italia (bandiera) | C     | Jacopo Galbiati       |
|    | Italia (bandiera) | C     | Massimiliano Giglioli |
|    | Italia (bandiera) | A     | Ivan Iacona           |
|    | Italia (bandiera) | D     | Marco Mugnaini        |
|    | Italia (bandiera) | P     | Cristiano Novembre    |
|    | Italia (bandiera) | P     | Stefano Pardini       |
|    | Italia (bandiera) | C     | Francesco Pasquini    |
|    | Italia (bandiera) | D     | Lorenzo Peruzzi       |
|    | Italia (bandiera) | C     | Anselmo Robbiati      |
|    | Italia (bandiera) | D     | Samuele Sereni        |
|    | Italia (bandiera) | C     | Stefano Vezzosi       |